# Ulmbach (Lahn)
Der Ulmbach ist ein etwa 23 Kilometer langer, rechter und nordwestlicher Nebenfluss der Lahn, der komplett auf dem Gebiet des hessischen Lahn-Dill-Kreises verläuft.

## Name
Im Jahr 1000 („flumen Ovmena“) wurde der Bach erstmals schriftlich erwähnt. Der Name leitet sich vom germanischen Adjektiv *wulma- „tobend“ ab.

## Geographie

### Verlauf
Der Ulmbach entspringt im Westerwald auf einer Höhe von etwa 532 m ü. NN in dem Mischwaldgewann Lehnstruth südlich von Mademühlen. Nur ungefähr einen Kilometer weiter nordwestlich von seinem Quellgebiet befindet sich die Krombachtalsperre.
Der Bach fließt zunächst in nordöstlicher Richtung knapp 300 m durch den Wald und wechselt dann in eine Grünlandzone. Kurz bevor er den Driedorfer Ortsteil Münchhausen erreicht, fließt ihn auf seiner rechten Seite der aus dem Südwesten kommende Königswieser Bach zu. Der Ulmbach passiert die Ortschaft und wendet sich dann nach Osten. Knapp einen Kilometer bachabwärts wird er auf seiner rechten Seite vom Karrenfloß gespeist, fließt kurz danach an der Pfalzmühle vorbei, wo er sich von Driedorf verabschiedet und das Gebiet der Gemarkung Greifenstein betritt. Südöstlich von Greifensteiner Ortsteil Rodenberg biegt er nach Südosten ab und bewegt sich dann durch einen kleinen Laubwaldstreifen auf Beilstein zu. Er läuft nun durch diese Ortschaft, bis er fast den Südrand erreicht hat, ändert aber nördlich der Schlossstraße seine Richtung nach Osten, fließt dann an der Burg Beilstein vorbei und verlässt den Ort an dessen Ostrand. Sein Weg führt nun nördlich am Galgenstein vorbei, wobei er auf seiner linken Seite von Grünland und auf der rechten von Mischwald begleitet wird. Beim Weiler Lichtenstein schlägt er eine Kurve nach rechts, fließt dann weiter in Richtung Süden und wird etwas später von der Ulmbachtalsperre zu einem kleinen See aufgestaut. Ungefähr 150 m südlich der Staumauer nimmt er auf seiner rechten Seite den in der Liebriger Heide entspringenden Ballersbach auf, richtet dann seinen Lauf nach Osten und durchfließt danach den Greifensteiner Ortsteil Holzhausen. Weiter geht es durch Felder und Wiesen, nunmehr südostwärts, südlich am Mückenberg vorbei. Am Nordrand von Ulm wird er linkerseits vom Wehrbach gestärkt. Entlang der Ulmbacher Straße fließend quert er den Nordostteil des Ortes und vereinigt sich dann mit dem aus Nordosten kommenden Lohrbach. Er bewegt sich nun am Westrand eines Mischwaldes durch eine Grünanlage, berührt dann den Ostteil von Allendorf, wo ihm auf der rechten Seite erst der Haferbach und dann weiter südlich beim Ruppertsberg der Dobergsbach zufließen. Südlich des Galgenberges nimmt er noch den Weltersbach auf, läuft dann von Westen weiträumig an den Leuner Stadtteil Bissenberg vorbei, passiert danach Biskirchen, unterquert die Gleisanlagen der Lahntalbahn und anschließend die E44 und mündet schließlich auf einer Höhe von etwa 146 m ü. NN in die Lahn.

### Zuflüsse
Die Zuflüsse werden bachabwärts mit orographischer Richtungsangabe und ihrer Länge aufgeführt:
- Königswieser Bach (rechts), 2,6 km
- Das Karrenfloß (rechts), 1,3 km
- Ballersbach (rechts), 2,2 km
- Wehrbach (links), 0,9 km
- Lohrbach (links), 2,6 km
- Haferbach (rechts), 1,8 km
- Dobergs-Bach (rechts), 1,7 km
- Welters-Bach (rechts), 1,2 km

### Ulmbachtalsperre

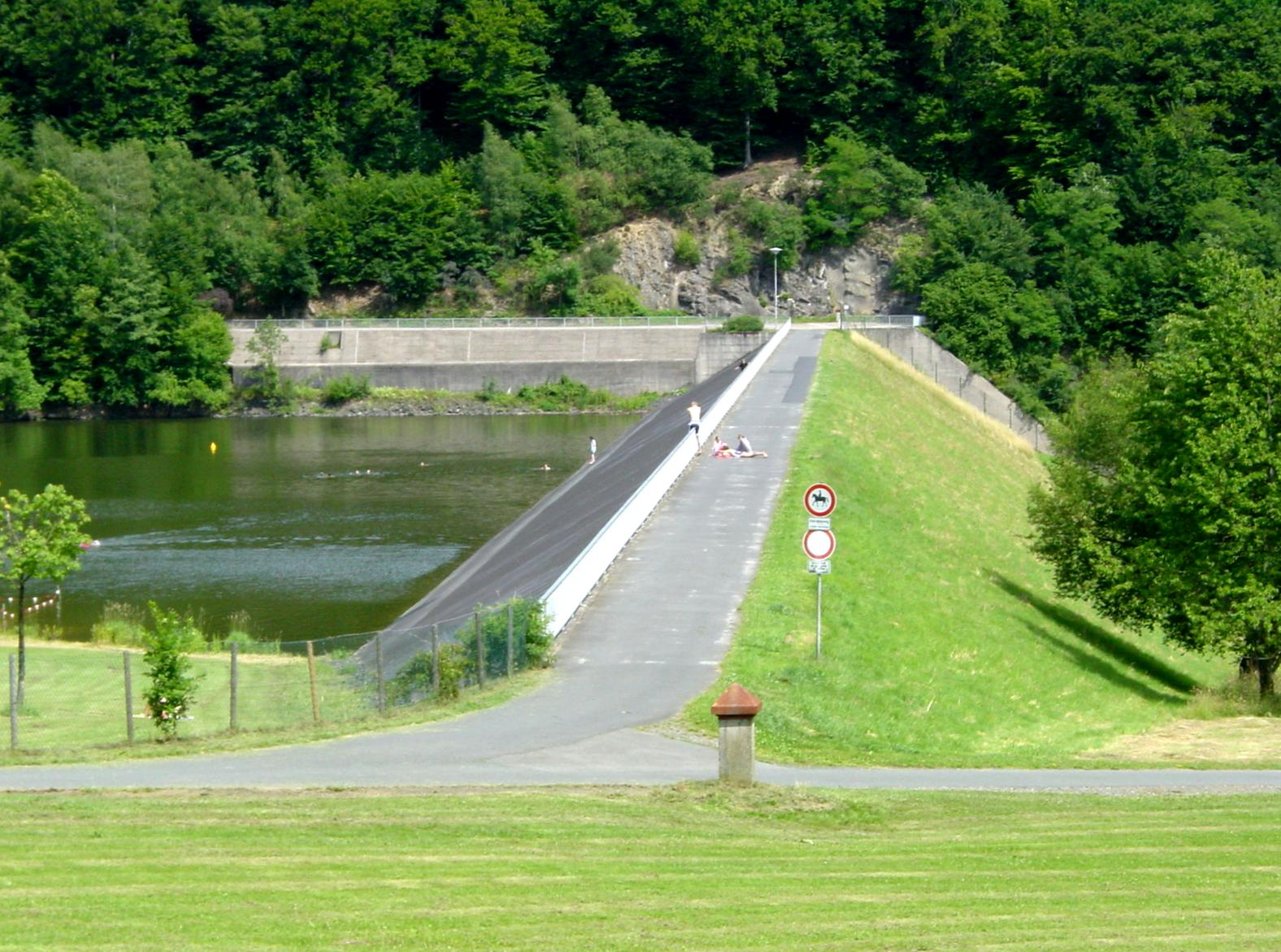
Die Ulmbachtalsperre

Auf Grund des jährlichen Hochwassers wurde in den 1960er Jahren die Ulmbachtalsperre zwischen den Greifensteiner Ortsteilen Beilstein und Holzhausen gebaut. Der entstandene Stausee dient außer als Hochwasserschutz noch als Naherholungsgebiet.

## Daten und Charakter
Der Ulmbach ist ein grobmaterialreicher, silikatischer Mittelgebirgsbach. Sein Einzugsgebiet ist 60,9 km² groß und sein mittlerer Abfluss (MQ) beträgt 741 Liter pro Sekunde. Sein ökologischer Zustand wird als mäßig eingestuft, wobei besonders seine Gewässerstrukturdaten negativ bewertet werden.

## Fauna

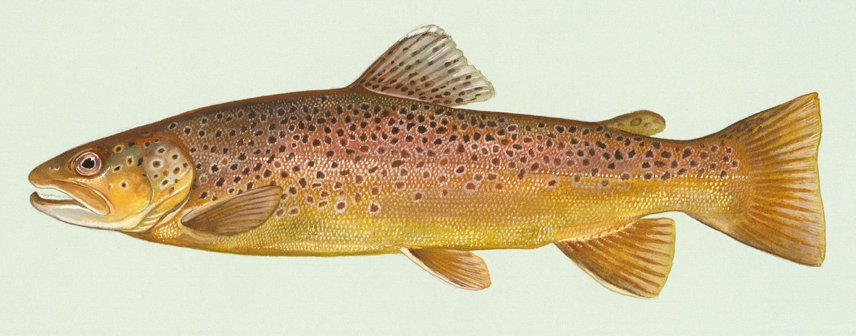
Die Bachforelle

Die dominante Fischregion des Ulmbaches ist die obere Forellenregion und nach der Aussage des örtlichen Angelsportvereins hat er einen guten Bestand an Krebsen und Bachforellen. Aufgeführt werden auch noch das Bachneunauge, die Elritze, die Mühlkoppe, die Schmerle, sowie der Signalkrebs.